# Heiraten ist auch keine Lösung
Heiraten ist auch keine Lösung ist ein deutscher Fernsehfilm der Regisseurin Sibylle Tafel, die auch das Drehbuch verfasste. Die Komödie aus dem Jahr 2012 handelt von zwei ungleichen Frauen, die ihre Kinder, kurz nachdem diese ihre Verlobung bekanntgaben, unter allen Umständen von einer überstürzten Hochzeit abhalten wollen. Neben den beiden Hauptdarstellerinnen Saskia Vester und Katja Flint traten unter anderen Sonja Gerhardt, Kostja Ullmann, Francesco Pannofino, Barbara Morawiecz und Stéphane Maeder vor die Kamera.
Das Roadmovie wurde von der BurkertBareiss Produktion für die TV60Filmproduktion im Auftrag der ARD Degeto produziert und im Frühherbst 2010 in München sowie in der italienischen Region Marken, vornehmlich in der Provinz Pesaro und Urbino, und an der Adria gefilmt. Heiraten ist auch keine Lösung feierte knapp zwei Jahre später am 21. September 2012 in der ARD seine Erstausstrahlung, wobei der Film von etwa 4,84 Mio. Zuschauern gesehen wurde, was einem Marktanteil von 16,7 Prozent entsprach.

## Handlung
Nachdem sie seit Tagen nichts von ihrer in Italien studierenden Tochter Fanny gehört hat, reist die geschiedene Münchener Beamtin Lisbeth mit dem Bus nach Urbino. Als Fanny Lisbeth unerwartet am Busbahnhof empfängt, macht sie ihre Mutter direkt mit der Ursache für ihre Unerreichbarkeit bekannt: Seit einigen Wochen ist sie mit Luca, dem Sohn einer Deutschen und eines Italieners, liiert. Das frisch verliebte Paar verbringt jede freie Minute miteinander – eine Nachricht, die die bislang unwissende Lisbeth irritiert, pflegte sie mit ihrer Tochter bisher doch einen sehr offenen und vertrauensvollen Umgang. Noch am selben Abend macht Lisbeth Bekanntschaft mit Lucas verwitweter Mutter Carla. Schon im ersten Gespräch entpuppt sich die wohlhabende Lehrerin als das genaue Gegenteil der oft unbeholfenen Lisbeth: Carla hält sehr viel von sich und ihrem Luca, aber wenig von anderen Deutschen und erst recht ist ihr keine Frau wirklich gut genug für ihren perfekten Sohn.
Als Luca bei einem gemeinsamen Abendessen mit Familie und Freunden verkündet, dass Fanny und er sich verlobt haben und zu heiraten gedenken, fallen die Mütter aus allen Wolken. Fassung bewahrend gratulieren sie den Kindern zu ihrer Entscheidung. Insgeheim halten beide das Vorhaben jedoch für völlig überstürzt und Fanny und Luca, der nach seinem Jurastudium bald ein Referendariat in Ancona beginnen soll, für noch viel zu jung. Als Lisbeth am nächsten Morgen mit dem Reisebus zurückfahren will, entscheidet sie sich nach wenigen Kilometern dazu, auszusteigen und nach Urbino zurückzureisen, um mit ihrer Tochter ein klärendes Gespräch zu führen. Diese reagiert jedoch alles andere als verständnisvoll auf die Ängste ihrer Mutter, die seit ihrer Scheidung auf Männer nicht mehr gut zu sprechen ist. Als Luca Fanny nach einer Diskussion mit Carla in der Nacht an ihrem Balkon aufsucht, kann er sie dazu überreden, ihm in das Landhaus seiner Familie zu folgen.
Am nächsten Morgen finden beide Mütter verwaiste Betten vor. Carla ahnt, wohin das Paar verschwunden ist, und überredet Lisbeth, mit ihr zum Landhaus zu fahren, um eine Hochzeit zu verhindern. Als sich Lisbeth und Carla über das Dach des Hauses gewaltsam Eintritt verschaffen, können Fanny und Luca jedoch abermals entwischen, ehe es überhaupt zu einem gemeinsamen Gespräch kommt. Ihr neues Ziel ist Lucas Großmutter, die als Bürgermeisterin von Frontone das Recht hat, Trauungen durchzuführen und das Paar schleunigst vermählen soll. Nachdem Lisbeth und Carla per Kurznachricht informiert werden, dass ihre Kinder ohne sie heiraten wollen, melden sie kurzerhand Carlas Auto, das Luca genommen hat, bei deren Schwager, dem Polizisten Marco, als gestohlen. Von der Streife entdeckt, verbringen Fanny und Luca daraufhin eine Nacht in der Zelle, werden jedoch von Marco aufgrund der von Luca aufgedeckten Falschanzeige freigelassen.
Lisbeth und Carla beschließen daraufhin ebenfalls zu Carlas Schwiegermutter zu fahren. Damit sie die Hochzeit noch verhindern können, müssen die beiden Frauen, die sich zunächst nicht ausstehen können, zusammenarbeiten. Sie reisen durch die italienische Provinz, wobei Carlas perfekte Fassade immer mehr bröckelt, während die einsame Lisbeth Selbstvertrauen gewinnt. Nachdem ihr Auto an einer Tankstelle gestohlen wurde und die beiden mittellos in Cagli stranden, bittet Carla erneut Marco um Hilfe. Als er Lisbeth dabei unterstützt, ihr Auto von den Dieben wiederzubeschaffen, mündet der Abend in einer leidenschaftlichen Nacht. 
Fanny erfährt unterdessen, dass Luca sein Studium abgebrochen hat und mit ihr ein neues Leben in Québec beginnen will. Nach einem Streit ruft sie ihre Mutter an und bittet diese, nach Frontone zu kommen. Dort angekommen, räumen Lisbeth und Carla Fehler ein und können ihre Kinder, die eine Heirat vorerst verschieben wollen, versöhnen.

## Produktion

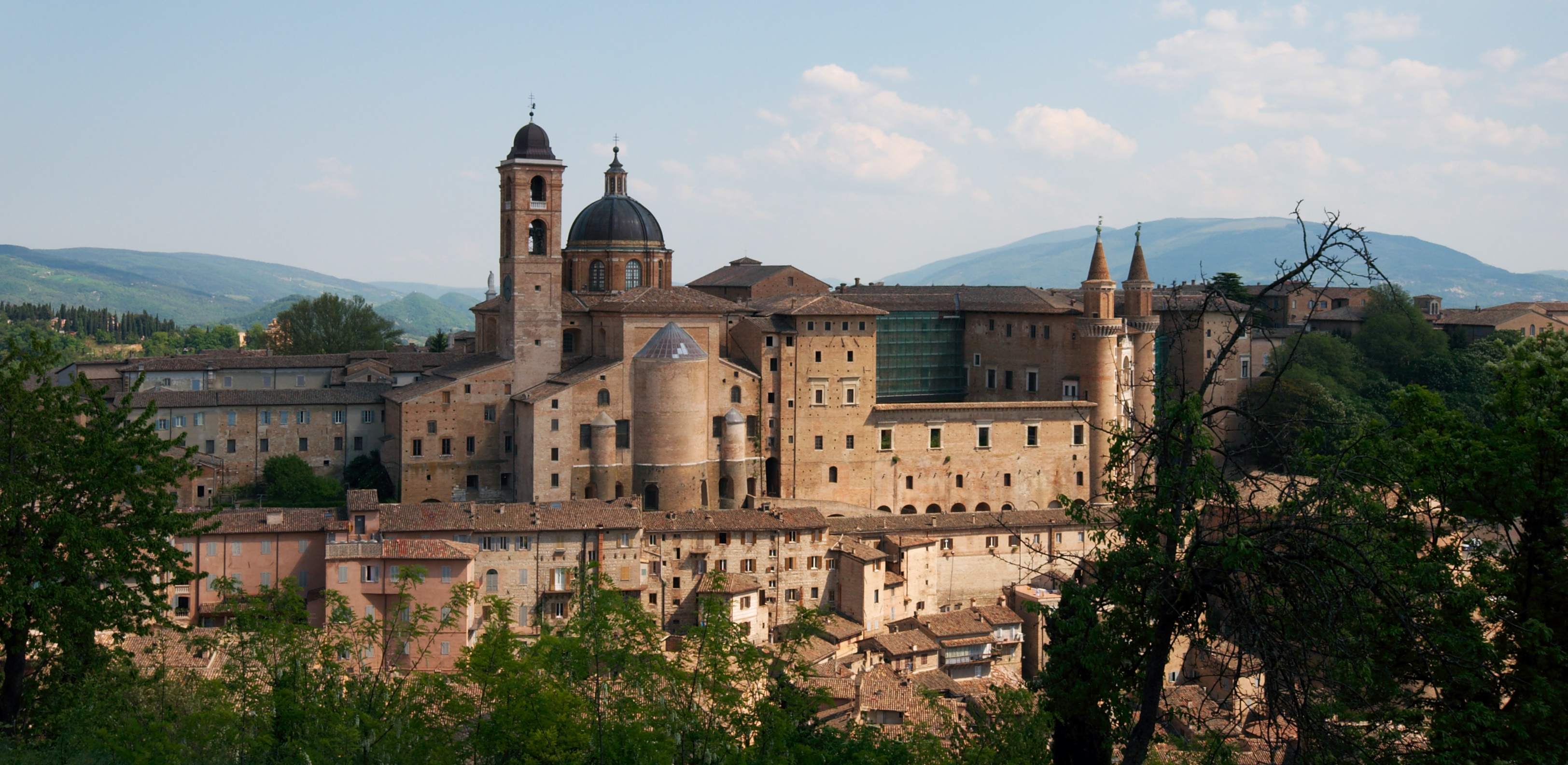
Motive entstanden im Frühherbst 2010 unter anderem im norditalienischen Urbino.

Heiraten ist auch keine Lösung entstand nach einer Idee von Regisseurin Sibylle Tafel, die sowohl Regie führte als auch das Drehbuch verfasste. Produziert wurde die Komödie von der BurkertBareiss Produktion für die TV60Filmproduktion im Auftrag der ARD Degeto für Das Erste. Als Produzenten traten Gloria Burkert, Andreas Bareiss und Sven Burgemeister in Erscheinung. Die Redaktion lag bei Katja Kirchen von der Degeto Film. Förderung erhielt der Film ferner durch die Film Commission Marken. Die beiden Hauptrollen konnten mit den Schauspielerinnen Saskia Vester und Katja Flint besetzt werden, die erstmals gemeinsam für ein Projekt vor der Kamera standen.
Die Dreharbeiten zu Heiraten ist auch keine Lösung fanden vom 27. September bis 27. Oktober 2010 in der bayerischen Landeshauptstadt München sowie in den italienischen Marken statt, wo unter anderem in der Berglandschaft der Provinz Pesaro und Urbino und an der Adria-Region gefilmt wurde. Der Arbeitstitel lautete Süße Datteln. Für die musikalische Untermalung zeigte sich Komponist Winfried Grabe verantwortlich. Neben seiner Filmmusik sind diverse Klassiker der italienischen populären Musik im Laufe des Films zu hören, darunter unter anderem „Via con me“ von Paolo Conte, Claudio Villas „Chitarra romama“ sowie Gérard Darmons Interpretation von „Mambo Italiano“.

## Kritiken

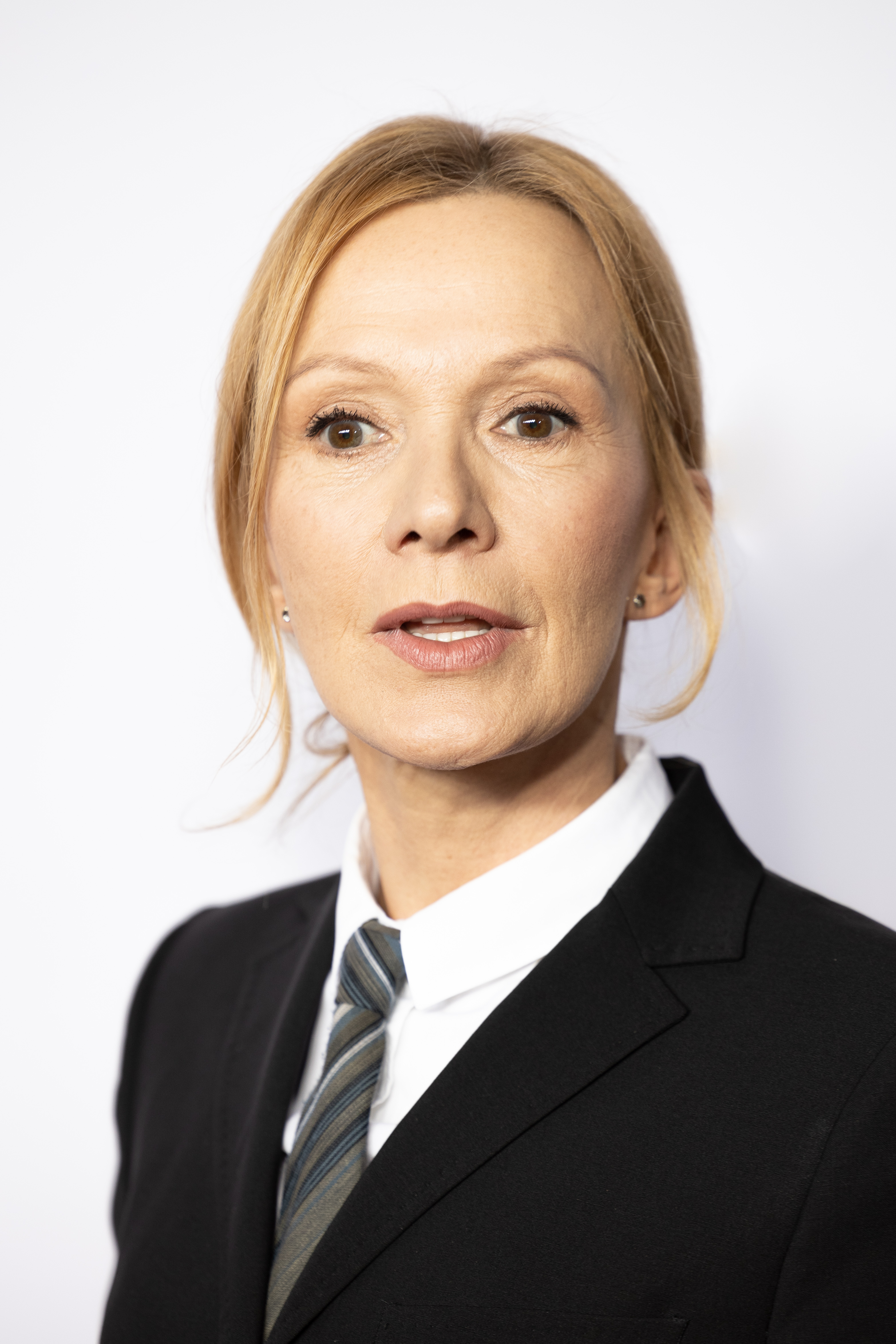
Katja Flint und Kollegin Saskia Vester ernteten positive Kritiken für ihre Darstellung im Film.

Das Online-Portal Filmdienst bezeichnete Heiraten ist auch keine Lösung in seiner Kritik als „sympathische (Fernseh-)Komödie, ausgezeichnet besetzt, routiniert inszeniert“. Ähnlich urteilte auch das Lexikon des internationalen Films, das die Produktion als „ausgezeichnet besetzte Komödie über Lebensentwürfe und deren Korrektur“ beschrieb. TV Spielfilm schrieb ferner: „Amore, Familienbande, ein Hauch Tiefgang und hübsch gesetzte Situationskomik – das versuchen ja viele Fernsehfilme unter einen Hut zu kriegen. Doch nur wenigen gelingt es so gut wie Regisseurin Sibylle Tafel. Leichter Tonfall und schöne Details befeuern auch die Darsteller, allen voran Saskia Vester [...] Saftiger Panettone, mit Mutterwitz serviert!“
Rainer Tittelbach nannte den Film auf Tittelbach.tv „einen fast perfekten Wohlfühlfilm: dramaturgisch makellos – charakterstark, perfekt getimt, kinoreif die Locations, die Landschaft, das Licht. Eine Handlung wie ein Fluss, ein Film aus einem Guss. Italien-Romantik mit einem Hauch american look. Ein Unterhaltungsfilm, der dem zweiten (kritischen) Blick Stand hält“. Er befand, dass Vester „ihr Muttchen-Rollenfach wunderbar“ variiere und „Flints Tussi köstlich“ ätze. Sibylle Tafels „Findungs-Road-Movie“ produziere „regressive Freude“ und besitze darüber hinaus „Kultfilmcharakter. Leichte Komödie geht also auch im Fernsehen!“.
Antje Wessels von Quotenmeter deklarierte Heiraten ist auch keine Lösung als „nette Unterhaltung“ der Kategorie „TV-Schmonzette“, die im „unteren Durchschnitt“ anzusiedeln sein. Das „langweilige Drehbuch“ vermisse „ein paar Überraschungen, die ein wenig Pfiff in die vor sich hin dümpelnde Story bringe.  Von Beginn an kann sich der geneigte Zuschauer zusammenreimen, wie das durch und durch mit guten Darstellern gespickte TV-Movie ausgehen wird“. Es bedürfe „wenig Fantasie, die Geschichte mit all ihren Irrungen und teilweise absurden Wirrungen zu Ende zu spinnen“. Die Darsteller präsentierten sich hingegen „gut aufgelegt“. Während vor allem Vester „äußerst authentisch“ wirke, tendiere Flint jedoch gelegentlich zum Overacting.
Marcel Kawentel schrieb in seiner Rezension für die Neue Osnabrücker Zeitung: „Ein wilder Road Trip beginnt – oder zumindest das, was man an einem Freitagabend in der ARD darunter versteht .[...] Nach einer halben Stunde wünscht sich der Zuschauer nichts anderes, denn Lisbeth ist von einer solchen Tranigkeit, dass man sie packen und schütteln möchte.[...] Gleiches gilt für Katja Flint, die als arrogante Mutter des Bräutigams – wie sollte es anders sein? – das komplette Gegenteil verkörpert. Natürlich mögen sich die beiden dann doch. Und natürlich verzaubert die italienische Lebensart jeden vor und hinter dem Bildschirm. Am Ende sitzen alle um einen Tisch wie in einem rustikalen Werbespot für Olivenöl. Nur der Zuschauer knabbert an seinen faden Chips und fragt sich, was ihm das alles sagen soll“.

## Erfolg
Heiraten ist auch keine Lösung feierte am 21. September 2012 zur Hauptsendezeit im Ersten Erstausstrahlung. Mit insgesamt 4,84 Millionen Zuschauern und 16,7 Prozent Marktanteil avancierte die Komödie noch vor der RTL-Quizshow Wer wird Millionär? zur meistgesehenen Sendung des Tages. In der werberelevanten Zielgruppe der 14- bis 49-Jährigen konnte ein Marktanteil von 9,3 Prozent generiert werden.